# James McCabe
James McCabe (Iba, 5 de julio de 2003) es un tenista profesional filipino, nacionalizado australiano.

## Trayectoria
McCabe nació en Iba, Filipinas, de padre irlandés y madre filipina.A los seis meses de edad se mudó a Sídney, Australia, donde se crio y asistió al Trinity Grammar School.
En enero de 2024, se anunció que McCabe recibió un Wild Card para el cuadro principal del Abierto de Australia 2024, donde hizo su debut en un Grand Slam.